# Río Abajo (Panamá)
Río Abajo es un corregimiento del distrito de Panamá, ubicado en el área urbana de la Ciudad de Panamá. Este colinda con los vecinos corregimientos de Parque Lefevre, Pueblo Nuevo y Juan Díaz; así como con el distrito de San Miguelito.

## Historia
Esta población surge en las primeras décadas del siglo XX, cuando un grupo de antillanos que laboraban en el Canal de Panamá se establecieron en los alrededores del río de igual nombre. A este caserío se le concedió la categoría de corregimiento mediante el Acuerdo Municipal n.º 20 del 18 de junio de 1937. Posteriormente se ensanchó la carretera principal y se crearon barriadas e instalaciones educativas y de servicios.

## Actualidad
Debido a su origen, los habitantes de este corregimiento mantuvieron por mucho tiempo costumbres propias del Caribe, sin embargo, estas se han ido perdiendo en las nuevas generaciones. También abundaban aquí las casas de madera, de estilo antillano, por lo que se han registrado en el área numerosos incendios. Muchas de estas casas, algunas en avanzado estado de deterioro, están siendo poco a poco reemplazadas por construcciones más modernas.